# شوشو (مسرحي)
حسن علاء الدين ولقبه شوشو (1939–1975) فنان مسرحي لبناني كوميدي ناقد  ومن مؤسسي المسرح الوطني اللبناني  وقدّم العديد من المسرحيات والبرامج التلفزية.

## حياته
ولد حسن علاء الدين في جون بلدة لبنانية في قضاء الشوف في محافظة جبل لبنان يوم 26 فبراير/شباط 1939، وتوفي في بدايات الحرب الأهلية في الثالث والعشرين من شهر تشرين الثاني 1975. كان يحمل أفكاراً مباشرة وغير تجريدية أو سريالية، وأحلاماً في الواقع والحاضر وما وراء الواقع تعبيراً عن طاقات حيوية بعد 10 سنوات على تأسيس مسرحِه في 11 تشرين الثاني 1965.
بدأ حسن علاء الدين مسيرته المسرحية في فرقة شباب هواة، ووجد طريقه إلى الإذاعة والتلفاز حين تعرف إلى الفنان محمد شامل عام 1965، وتزوّج من ابنته فاطمة، وحلّ محلّ الراحل عبد الرحمن مرعي رفيق محمد شامل.
تميز شوشو بصوته التهكمي الطفولي وبشاربيه الطويلين وجسده النحيل، على رأسه قبعة أو طربوش، ويلبس ثياب غير متناسقة للتعبير عن الاختلاف عن عصره ويتحرك بحركات غير معتادة.
توفي في 23 يناير/تشرين الثاني 1975. يذكر الكاتب شفيق نعمة بأن سبب وفاة شوشو كان نوبة قلبية.
ويشار إلى أن موقع جوجل قد احتفى بشوشو بوضع خربشة في الصفحة الرئيسية يوم 26 شباط (فبراير) 2014 بمناسبة الذكرى الخامسة والسبعين لمولده.

## المسرح الوطني
عام 1965، أنشأ شوشو مع نزار ميقاتي المسرح الوطني. نهض شوشو بالمسرح الوطني وكان نجمه الدائم. في المرحلة الأولى (1965 ـ 1970)، كان نزار ميقاتي شريكه الرئيسي (كمخرج ومؤلف) وفي المرحلة الثانية (1970 ـ 1975) كانت مرحلة الانطلاقة الذروة في تكوين فرقة وتكوين جمهور مسرحي، وتأسيس لنظام مسرحي يومي بلون شخصية فنية كبيرة. لمع شوشو في اقتباسات نصوص موليير في «البخيل» و«مريض الوهم» وفي الاختبارات العديدة لأعمال أوجين لابيش، وفي مسرحية توباز لـ مارسيل بانيول.
أما روجيه عساف فأخرج المسرحية الشهيرة «آخ يا بلدنا»  عن أوبرا القروش الأربعة لـ برتولت بريشت المأخوذة بدورها عن أوبرا الشحاذين لـ جون جاي، و«خيمة كراكوز» من تأليف فارس يواكيم. فيما أعد محمد شامل مسرحية لشوشو هي مسرحية «وراء البارفان» وأخرجها محمد كريم.
و قد ضمّت فرقة شوشو العديد من الممثّلين الّذين ما زال ذكرهم في الوجدان اللبناني. وقد عمل شوشو مع ماجد أفيوني، إبراهيم مرعشلي، أماليا أبي صالح، آماليا العريس، شفيق حسن، مرسيل مارينا، فريال كريم والكثير غيرهم. أيضا نال إعجاب كثير من الجمهور المصري عن دوره في فيلم فندق السعادة مع الفنان أحمد رمزي، عبد المنعم إبراهيم، شمس البارودي، إبراهيم مرعشلي.

## أعمال شوشو

### في المسرح
- شوشو بك في صوفر
- مريض الوهم
- شوشو عريس
- الدكتور شوشو
- شوشو
- شوشو والقطة
- حيط الجيران
- شوشو والعصافير
- الحق ع الطليان
- صبر تحت الصفر
- البخيل
- محطة اللطافة
- اللعب على الحبلين
- كفيار وعدس
- فرقت نمرة
- جوه وبره
- فوق وتحت
- وراء البرفان
- وصلت للتسعة وتسعين
- حبل الكذب طويل
- طربوش بالقاووش
- آخ يا بلدنا
- خيمة كركوز
- الدنيا دولاب

### في السنما
- شوشو والمليون
- يا سلام ع الحب
- مغامرات السعادة
- سلام بعد الموت
- زمان يا حب
- سيدتي الجميلة
- فندق السعادة

### في التلفزة
- حلقات فكاهية
- المشوار الطويل
- يا مدير
- شارع العز

### في الإذاعة
- اسكتشات فكاهية
- شوشو بوند
- خلي بالك من شوشو

## وصلات خارجية
- شوشو على موقع أرشيف الشارخ.
- مقالات تستعمل روابط فنية بلا صلة مع ويكي بيانات
- قاعدة بيانات الأفلام العربية: حسن علاء الدين
- قاعدة بيانات الأفلام العربية معرض الصور: حسن علاء الدين